# Contrarreloj por equipos femenina en el Campeonato Mundial de Ruta de 2017
La contrarreloj por equipos femenina en el Campeonato Mundial de Ruta de 2017 se disputó en Bergen (Noruega) el 17 de septiembre de 2017 sobre un recorrido de 42,5 kilómetros, bajo la organización de la Unión Ciclista Internacional (UCI).
La contrarreloj fue ganada por el equipo de los países bajos el Team Sunweb seguido de Boels Dolmans y Cervélo-Bigla.

## Recorrido
El recorrido fue de 42,5 kilómetros llanos empezando en el archipiélago de Askøy en la ciudad de Ravnanger y terminando en Bergen.

## Equipos participantes
Tomaron parte de la contrarreloj 9 equipos profesionales compuestos por 6 ciclistas de categoría UCI Women's Team, máxima categoría femenina del ciclismo en ruta a nivel mundial. Los equipos participantes fueron:
| Equipos femeninos (9)- BePink Cogeas - Boels Dolmans - BTC City Ljubljana - Canyon Sram Racing - Cervélo Bigla - FDJ-Nouvelle Aquitaine-Futuroscope - Hitec Products - Sunweb - Virtu Cycling Women |
| |

## Clasificación final
- Las clasificaciones finalizaron de la siguiente forma:[4]

| \| Clasificación de la etapa \| Clasificación de la etapa \| Clasificación de la etapa \| Clasificación de la etapa \| Clasificación de la etapa \| Clasificación de la etapa \| \| Equipo \| Equipo \| Tiempo \| Diferencia \| Promedio \| \| \| ------------------------- \| ---------------------------------- \| ------------------------- \| ------------------------- \| ------------------------- \| ------------------------- \| \| 1.º \| Sunweb \| 55 min 41 s \| 55 min 41 s \| 45.795 km/h \| \| \| 2.º \| Boels Dolmans \| 55 min 53 s \| + 12 s \| 45.631 km/h \| \| \| 3.º \| Cervélo Bigla \| 56 min 09 s \| + 28 s \| 45.414 km/h \| \| \| 4.º \| Canyon Sram Racing \| 56 min 46 s \| + 1 min 05 s \| 44.921 km/h \| \| \| 5.º \| Virtu Cycling Women \| 58 min 33 s \| + 2 min 52 s \| 43.553 km/h \| \| \| 6.º \| FDJ-Nouvelle Aquitaine-Futuroscope \| 59 min 04 s \| + 3 min 23 s \| 43.172 km/h \| \| \| 7.º \| BTC City Ljubljana \| 59 min 28 s \| + 3 min 47 s \| 42.881 km/h \| \| \| 8.º \| BePink Cogeas \| 59 min 48 s \| + 4 min 07 s \| 42.642 km/h \| \| \| 9.º \| Hitec Products \| 1 h 00 min 40 s \| + 4 min 59 s \| 42.033 km/h \| \| |                                    |                 |              |             |
| |                                    |                 |              |             |
| Fuente: ProCyclingStats |                                    |                 |              |             |
| Clasificación de la etapa |                                    |                 |              |             |
| Equipo | Equipo                             | Tiempo          | Diferencia   | Promedio    |
| 1.º | Sunweb                             | 55 min 41 s     | 55 min 41 s  | 45.795 km/h |
| 2.º | Boels Dolmans                      | 55 min 53 s     | + 12 s       | 45.631 km/h |
| 3.º | Cervélo Bigla                      | 56 min 09 s     | + 28 s       | 45.414 km/h |
| 4.º | Canyon Sram Racing                 | 56 min 46 s     | + 1 min 05 s | 44.921 km/h |
| 5.º | Virtu Cycling Women                | 58 min 33 s     | + 2 min 52 s | 43.553 km/h |
| 6.º | FDJ-Nouvelle Aquitaine-Futuroscope | 59 min 04 s     | + 3 min 23 s | 43.172 km/h |
| 7.º | BTC City Ljubljana                 | 59 min 28 s     | + 3 min 47 s | 42.881 km/h |
| 8.º | BePink Cogeas                      | 59 min 48 s     | + 4 min 07 s | 42.642 km/h |
| 9.º | Hitec Products                     | 1 h 00 min 40 s | + 4 min 59 s | 42.033 km/h |